# Del otro lado del sol
Del otro lado del sol è il terzo album in studio del cantautore guatemalteco Ricardo Arjona, pubblicato nel 1991.

## Tracce
1. Piel de consumo
2. Te conozco
3. Aquí estoy
4. Historia
5. Gitano urbano
6. Libre
7. Desde la calle 33
8. Del otro lado del sol
9. Que voy a hacer conmigo
10. La mujer que no soñé